# آدنیوم
آدنیوم، عَدن یا صفیر (به انگلیسی: Adenium) سرده‌ای از گیاهان گلدار و خرزهره‌ایان است. برخی از گونه‌های این سرده مانند آدنیوم اوبسام (به انگلیسی: Adenium obesum) به عنوان گل‌های تزئینی و خانگی استفاده می‌شوند، آدنیوم اوبسام در فیلیپین و تایلند با نام «اسب صحرا» نیز شناخته می‌شود. بر اساس دسته‌بندی‌هایی که در پایان قرن ۲۰ انجام شد، سردهٔ آدنیوم شامل ۵ گونهٔ اصلی می‌شود، سابقاً این عدد ۱۲ بود.

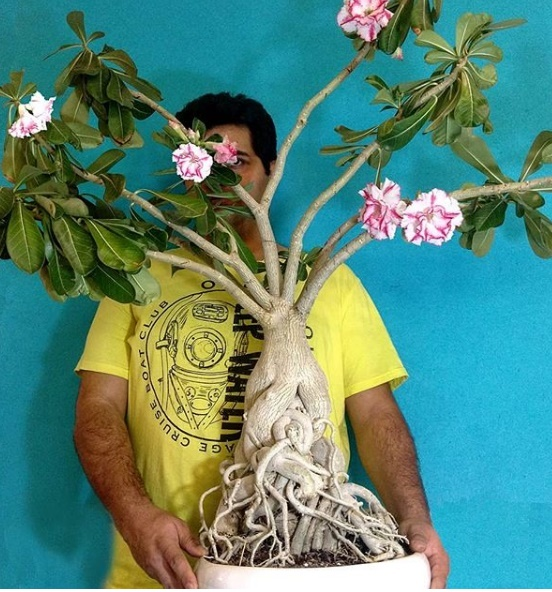
آدنیوم اوبسام با گلهای رزی

## ۵ گونهٔ اصلی سردهٔ آدنیوم
- آدنیوم عربستان
- آدنیوم نامبیا و آنگولا
- آدنیوم زامبیا و آفریقای جنوبی
- آدنیوم فرسک (نامگذاری شده بر اساس نام کاشف سوئدی آن، پیتر فرسسکال به انگلیسی: Peter Forsskål)
- آدنیوم جنوب شرقی آفریقا

## انواع گل
آدنیوم اوبسام با دو نوع گل پنج پَر و رُزی شناخته میشود که به دلیل زیبایی گل رزی شاخه های این گل روی پایه پنج پر پیوند میشود